# Moragudi
Moragudi es una ciudad censal situada en el distrito YSR en el estado de Andhra Pradesh (India). Su población es de 6812 habitantes (2011). Se encuentra a 72 km de Kadapa.

## Demografía
Según el censo de 2011 la población de Moragudi era de 6812 habitantes, de los cuales 3382 eran hombres y 3430 eran mujeres. Moragudi tiene una tasa media de alfabetización del 66,87%, inferior a la media estatal del 67,02%: la alfabetización masculina es del 79,07%, y la alfabetización femenina del 54,93%.